# Suvani
Suvani es una ciudad censal situada en el distrito de Ganjam en el estado de Odisha (India). Su población es de 7993 habitantes (2011). Se encuentra a 23 km de Brahmapur y a 191 km de Bhubaneswar.

## Demografía
Según el censo de 2011 la población de Suvani era de 7993 habitantes, de los cuales 4020 eran hombres y 3973 eran mujeres. Suvani tiene una tasa media de alfabetización del 53,71%, inferior a la media estatal del 72,87%: la alfabetización masculina es del 70,47%, y la alfabetización femenina del 36,79%.